# 六部興行
六部興行（ろくぶこうぎょう）とは、東宝株式会社の傍系の興行会社である北海道東宝株式会社、東宝東部興行株式会社（後の東宝東日本興行株式会社）、東宝関東興行株式会社（後に東宝東日本興行株式会社に合併）、中部興行株式会社（後の中部東宝株式会社）、東宝関西興行株式会社、東宝九州興行株式会社（後の九州東宝株式会社）の6社の総称である。現在は北海道東宝以外はTOHOシネマズ株式会社に合併し、北海道東宝は解散したため全て消滅している。本項では六部興行の各社と各社が経営していた映画館についても扱う。なお、東宝グループには、他に東京都内の映画館を運営する三和興行も存在したが、東宝に吸収合併された。

## 概要
1950年、経営状況の厳しかった東宝は、主要都市に100館の系列劇場を確保する『百館主義』と呼ばれる方針を掲げ、全国に強大な興行網を形成していくこととした。東京、名古屋、大阪、京都と言った大都市ロードショー館は戦前から東宝本社が劇場を経営しており、興行網の拡大においても同社が行った。一方、主要な地方都市の興行網拡大は傍系の興行会社が担うことになった。
この目的で1951年に設立されたのが、中部興行、東部興行（後の東宝関東興行）、西部興行の3社である。3社はそれぞれ中部地方、関東地方、関西地方を担当地域とし、中小劇場を傘下に収めていった。また、九州地方は株式会社福岡宝塚会館がこの役割を担い1961年に東宝九州興行に改称している。北海道は東宝本社直営であった5劇場を移管する形で1962年に東宝北海道興行を設立。1964年には東宝関東興行から東北地方の劇場を移管する形で東宝東部興行を設立した。これにより後に六部興行と言われるようになる6社体制が成立した。1962年の時点で直営、傍系合わせ既に135館の劇場を傘下に収めており、百館主義の目標は達成されている。
なお、後に東宝北海道興行は北海道地区の配給業務を東宝本社から移管し、1970年に北海道東宝に改称。東宝九州興行は東宝九州支社を分割吸収し1999年に九州東宝に改称。中部興行も同様に東宝中部支社を吸収し2002年に中部東宝に改称。東宝東部興行は東宝関東興行を吸収する形で2002年に東宝東日本興行に改称している。
1960年代になるとテレビの影響を受け、映画産業そのものが斜陽化していく。強大な興行網を背景にこれに耐えながらも、1980年以降になると青森、山形、秋田、福島をはじめ、地方の県庁所在地にある劇場が多数閉館した。中部興行に至っては赤字に転落することもあった。残った劇場は従来型の大劇場を分割することで3スクリーンに改装していった。これは既に東宝興行部が有楽町マリオンで成功していた洋画の1番手、2番手、邦画系を『3館セット』とする手法をローカル館にも展開していったからである。
バブル崩壊以降、土地価格の下落を背景とした外資系シネマコンプレックスの台頭に伴い、1996年頃から『3館セット』の方針を改め、多スクリーン展開をしていく。1997年3月15日には東宝九州興行が東宝系初の本格的なシネマコンプレックスとなる天神東宝を開館させた。1998年頃にはローカル館とロードショー館の興行収入が逆転し、六部興行が主に担当しているローカル館が重要になったが、シネマコンプレックスに対する出遅れは否めず東宝系はワーナー・マイカルにスクリーン数で国内1位の座を明け渡たした。
この状況に際し2003年には東宝が100億円でヴァージンシネマズ・ジャパン株式会社を買収しTOHOシネマズ株式会社に社名変更。東宝系としてはシェアトップの座に返り咲いた。当初、TOHOシネマズは従来の六部興行と並列での位置づけであった。しかし、業務効率化のため東宝系の興行を同社に統合することが2006年に決定。シネマコンプレックス以外を閉館または関西共栄興行に移管した後、2008年3月1日付で東宝東日本興行、中部東宝、東宝関西興行、九州東宝の4社をTOHOシネマズに合併統合した。当初は北海道東宝も統合予定であったが、同社のみ統合されず興行会社として存続していた。しかし、北海道東宝直営の映画館が全て閉館したことや、配給・宣伝事業を東宝に移管したことから、2016年5月31日付で解散した。

## 各社の情報と沿革

### 北海道東宝
- 1962年2月27日 - 東宝本社経営の札幌日本劇場、札幌公楽映画劇場、小樽東宝映画劇場、旭川東宝映画劇場、函館東宝大門座の5館を移管し、東宝北海道興行（株）設立。
- 1970年3月19日 - 北海道地区の配給業務を東宝本社から移管し、北海道東宝（株）に改称。
- 2003年8月31日 - 札幌シネマフロンティアの開館に伴い、同社の中心的劇場であった札幌日本劇場が閉館。これに伴いオフィス機能を日本劇場があったビル内から道銀ビル9階に移転する。
- 2014年1月23日 - 東宝配給の邦画作品を通して活性化を図るため、北海道との包括連携協定を締結する[12]。
- 2015年5月31日 - 恵庭・東宝シネマ8閉館に伴い、運営する映画館が無くなる。
- 2016年5月31日 - 全事業終了に伴い解散[11]。同年10月12日に清算結了し法人格消滅。

### 東宝東部興行（東宝東日本興行）
- 1964年8月18日 - 東北地方を中心に東宝関東興行の劇場を移管し、東宝東部興行（株）設立。
- 2002年3月1日 - 東宝関東興行を吸収合併し、東宝東日本興行（株）に改称。
- 2008年3月1日 - 東宝系興行会社の統合整理に伴い、TOHOシネマズに吸収合併される。

### 東宝関東興行
- 1951年10月12日 - 関東地方の東宝系興行網拡大のため東部興行（株）設立。
- 1956年3月27日 - 横浜東宝会館の経営法人として（株）横浜東宝会館設立。
- 1960年9月1日 - 東部興行を存続法人として横浜東宝会館を吸収合併し、東宝関東興行（株）に改称。
- 1964年8月18日 - 東北地方の劇場を中心に、東宝東部興行に経営移管。
- 2001年11月29日 - 同社の中心的劇場であった横浜東宝会館を閉館。
- 2002年3月1日 - 東宝東部興行に吸収合併され消滅。東宝東日本興行となる。

### 中部興行（中部東宝）
- 1951年5月9日 - 中部地方の東宝系興行網拡大のため中部興行（株）設立。
- 2002年3月1日 - 東宝中部支社を吸収し、中部東宝（株）に改称。
- 2008年3月1日 - 東宝系興行会社の統合整理に伴い、TOHOシネマズに吸収合併される。

### 東宝関西興行
- 1951年10月12日 - 関西地方の東宝系興行網拡大のため西部興行（株）設立。
- 1957年7月6日 - 高松東宝会館の経営法人として（株）高松東宝会館設立。
- 1958年3月7日 - 中国地方の東宝系興行網拡大のため中国東宝興行（株）設立。
- 1960年6月11日 - 中国東宝興行を存続法人として高松東宝会館を吸収合併し、東宝関西興行（株）に改称。
- 2007年12月1日 - 商品事業部門を会社分割し東宝フーズ（株）に統合[13]。
- 2008年3月1日 - 東宝系興行会社の統合整理に伴い、TOHOシネマズに吸収合併される。

### 東宝九州興行（九州東宝）
- 1956年12月1日 - 福岡宝塚会館の経営法人として（株）福岡宝塚会館設立。
- 1961年11月1日 - 長崎東宝富士館、長崎宝塚劇場、佐賀東宝劇場、鹿児島東宝銀映座を吸収し、東宝九州興行（株）に改称。
- 1997年3月14日 - 天神東宝に移転のため同社の中心的劇場であった福岡宝塚会館を閉館。
- 1997年3月15日 - 東宝系初のシネマコンプレックスである天神東宝を開館[脚注 1]。
- 1999年3月1日 - 東宝九州支社を吸収し、九州東宝（株）に改称。
- 2008年3月1日 - 東宝系興行会社の統合整理に伴い、TOHOシネマズに吸収合併される。

## 劇場

### TOHOシネマズに継承した劇場
TOHOシネマズへの合併時に同社に継承された劇場を以下に示す。

#### 東宝東日本興行
営業期間の上段が開館日、下段がTOHOシネマズへの改称日となる。特筆ない限り上記の沿革を参照。
| 劇場名                     | 所在地                                                        | 規模                | 営業期間                    | 備考                                                           |
| -------------------------- | ------------------------------------------------------------- | ------------------- | --------------------------- | -------------------------------------------------------------- |
| イオン下田TOHOシネタウン   | 青森県上北郡おいらせ町 イオンモール下田                       | 7スクリーン 1446席  | 2001年4月29日 2008年7月8日  | 現名称は「TOHOシネマズおいらせ下田」                           |
| イオン秋田・TOHOシネタウン | 秋田県秋田市 イオンモール秋田                                 | 8スクリーン 1661席  | 2001年12月22日 2008年6月6日 | 現名称は「TOHOシネマズ秋田」                                   |
| グランパーク東宝8          | 山梨県甲府市 グランパーク隣接                                 | 8スクリーン 1538席  | 2000年12月9日               | - 改称せず2011年3月11日に閉館 - TOHOシネマズ甲府が後継にあたる |
| TOHOシネマズ宇都宮         | 栃木県宇都宮市 ベルモール                                     | 10スクリーン 1897席 | 2004年6月19日               |                                                                |
| TOHOシネマズひたちなか     | 茨城県ひたちなか市 ファッションクルーズニューポートひたちなか | 10スクリーン 1699席 | 2005年8月10日               |                                                                |
| TOHOシネマズ水戸内原       | 茨城県水戸市 イオンモール水戸内原                             | 8スクリーン 1596席  | 2005年11月9日               |                                                                |

#### 中部東宝
営業期間の上段が開館日、下段がTOHOシネマズへの改称日となる。特筆ない限り上記の沿革を参照。
| 劇場名                 | 所在地                                      | 規模                | 営業期間                      | 備考 |
| ---------------------- | ------------------------------------------- | ------------------- | ----------------------------- | --- |
| ファボーレ東宝         | 富山県富山市 フューチャーシティ・ファボーレ | 10スクリーン 1724席 | 2000年10月6日 2009年6月13日   | - 開館当初は運営のみ中部興行（経営は東宝本社） - 2006年10月1日に経営のみ東宝からTOHOシネマズに移管 - 現名称は「TOHOシネマズファボーレ富山」 |
| シネタウン岐阜         | 岐阜県岐阜市 カラフルタウン岐阜             | 10スクリーン 2116席 | 2000年11月10日 2004年11月11日 | - 開館当初は運営のみ中部興行（経営は東宝本社） - 2006年10月1日に経営のみ東宝からTOHOシネマズに移管 - 現名称は「TOHOシネマズ岐阜」           |
| イオン東浦東宝シネマ9  | 愛知県知多郡東浦町 イオンモール東浦         | 9スクリーン 1801席  | 2001年7月20日 2005年2月25日   | 現名称は「TOHOシネマズ東浦」 |
| 高岡TOHOプレックス     | 富山県高岡市 イオンモール高岡               | 8スクリーン 1737席  | 2002年9月19日 2009年5月23日   | 現名称は「TOHOシネマズ高岡」 |
| TOHOシネマズ木曽川     | 愛知県一宮市 イオンモール木曽川キリオ       | 10スクリーン 1828席 | 2004年6月18日                 | |
| TOHOシネマズ宇都宮     | 栃木県宇都宮市 ベルモール                   | 10スクリーン 1897席 | 2004年6月19日                 | |
| TOHOシネマズ津島       | 愛知県津島市 ヨシヅヤ津島本店               | 10スクリーン 1782席 | 2005年12月8日                 | |
| TOHOシネマズモレラ岐阜 | 岐阜県本巣市 モレラ岐阜                     | 12スクリーン 2504席 | 2006年4月27日                 | |

#### 東宝関西興行
営業期間の上段が開館日、下段がTOHOシネマズへの改称日となる。特筆ない限り上記の沿革を参照。
| 劇場名               | 所在地                              | 規模                | 営業期間                     | 備考                           |
| -------------------- | ----------------------------------- | ------------------- | ---------------------------- | ------------------------------ |
| 新居浜TOHOプレックス | 愛媛県新居浜市 イオンモール新居浜   | 7スクリーン 1145席  | 2001年6月30日 2009年11月14日 | 現名称は「TOHOシネマズ新居浜」 |
| TOHOシネマズ高知     | 高知県高知市 イオンモール高知       | 9スクリーン 1597席  | 2004年7月17日                |                                |
| TOHOシネマズ緑井     | 広島県広島市安佐南区 フジグラン緑井 | 8スクリーン 1379席  | 2004年10月1日                |                                |
| TOHOシネマズ岡南     | 岡山県岡山市南区 シネマタウン岡南   | 10スクリーン 1681席 | 2006年7月15日                |                                |

#### 九州東宝
営業期間の上段が開館日、下段がTOHOシネマズへの改称日となる。特筆ない限り上記の沿革を参照。
| 劇場名                  | 所在地                                    | 規模                | 営業期間                    | 備考 |
| ----------------------- | ----------------------------------------- | ------------------- | --------------------------- | --- |
| 天神東宝                | 福岡県福岡市中央区 天神東宝ビル           | 6スクリーン 1059席  | 1997年3月15日 2012年1月21日 | 2017年3月31日に閉館 |
| ダイヤモンドシティ東宝8 | 熊本県宇城市 イオンモール宇城バリュー     | 8スクリーン 1508席  | 1999年3月13日               | - 2010年9月11日に「TOHOシネマズ宇城バリュー」に改称 - 2011年10月21日に現在の「TOHOシネマズ宇城」に改称                                                                       |
| TOHO宇城バリュー        | 熊本県宇城市 イオンモール宇城バリュー     | 8スクリーン 1508席  | 2007年12月1日 2010年9月11日 | - 2010年9月11日に「TOHOシネマズ宇城バリュー」に改称 - 2011年10月21日に現在の「TOHOシネマズ宇城」に改称                                                                       |
| シネフレックス東宝11    | 大分県大分市 トキハわさだタウン           | 11スクリーン 1681席 | 2001年8月1日 2009年10月10日 | - 前身はシネフレックス（2000年12月9日開館、2001年7月31日閉館） - 地場系の大分セントラルが運営していたが、経営難により東宝系傘下となった - 現名称は「TOHOシネマズ大分わさだ」 |
| TOHOシネマズ光の森      | 熊本県菊池郡菊陽町 ゆめタウン光の森       | 9スクリーン 1777席  | 2004年6月2日                | |
| TOHOシネマズ直方        | 福岡県直方市 イオンモール直方             | 9スクリーン 1612席  | 2005年4月5日                | |
| TOHOシネマズはません    | 熊本県熊本市南区 ゆめタウンはません       | 9スクリーン 1583席  | 2006年3月11日               | |
| TOHOシネマズ与次郎      | 鹿児島県鹿児島市 フレスポジャングルパーク | 10スクリーン 1984席 | 2006年10月14日              | |

### 関西共栄興行に移管した劇場
TOHOシネマズの合併に伴い関西共栄興行に移管された劇場を以下に示す。

#### 東宝関西興行
- 広島宝塚 （広島県広島市中区） <3スクリーン、1971年8月2日開館、2011年8月31日閉館>

#### 東宝東日本興行
- 甲宝シネマ（山梨県甲府市中央） <4スクリーン、1995年開館、2013年4月13日閉館>

### 閉館または経営から撤退した劇場
TOHOシネマズへの合併以前に閉館、または経営から撤退した劇場を以下に示す。

#### 北海道東宝
- 札幌日本劇場 （北海道札幌市中央区南1条西1丁目） <1スクリーン、552席、1954年9月29日開館、2003年8月31日閉館>
  - 開館直後の資料では816席[1]。閉館後の2004年12月3日、跡地に複合商業ビル「札幌シャンテ」がオープンした。
- 札幌東宝公楽 （北海道札幌市中央区南5条西3丁目 東宝公楽会館3階） <1スクリーン、470席、1970年12月5日開館、2010年8月31日閉館>
  - 1970年の改築前は998席[1]。前身：美満寿館（1921年）→札幌大映劇場（1949年 - 1955年）→東宝公楽劇場（1955年 - 1970年）→札幌東宝劇場（1970年 - 1974年）→札幌東宝公楽（1974年 - 2010年8月31日）
- 小樽東宝映画劇場 （北海道小樽市花園町東2丁目） <1スクリーン、600席、1938年12月開館、1980年閉館>[1]
- 小樽東宝スカラ座 （北海道小樽市） <スクリーン、席、1975年開館、1995年4月閉館>[2][14]
- 旭川東宝 （北海道旭川市3条通り7丁目右67号） <2スクリーン、396席、1956年12月28日開館、2010年8月31日閉館>[2]
  - 旭川東宝映画劇場（1スクリーン、701席）[1]が前身。1984年7月7日に改築し旭川東宝映画劇場、旭川スカラ座になる。後に旭川東宝1・2に改称。
- 函館東宝会館 （北海道函館市松風町6） <3スクリーン、364席、1972年11月28日開館、2006年2月3日閉館>[2]
  - 1931年に開館した函館東宝大門座（1スクリーン、522席）[1]が前身。1972年に函館東宝劇場、函館スカラ座の2スクリーンに改築、1992年に3スクリーンに増設したが、老朽化のため閉館。2007年5月、跡地にビジネスホテル「スーパーホテル函館」がオープンした。
- 恵庭・東宝シネマ8（北海道恵庭市、トライアル恵庭店隣接） <8スクリーン、1436席、2000年7月8日開館、2015年5月31日閉館>
  - 開館時の名称は恵庭プレスガーデン東宝シネマ8。JR千歳線サッポロビール庭園駅から徒歩10分。スクリーン1（380席）、スクリーン6（240席）、スクリーン7（193席）とスクリーン8（191席）がサラウンドEXとDTSに対応している。
  - 北海道内で東宝グループの企業が単独経営している映画館は、この閉館により一度消滅した。ただしのちの2023年11月30日に「TOHOシネマズすすきの」（札幌市、COCONO SUSUKINO内）が開館したことにより復活している。

#### 東宝東部興行（東宝東日本興行）
東宝東日本興行として合併後に撤退した劇場は、元々東宝東部興行の劇場である場合のみ便宜的にここに含めている。

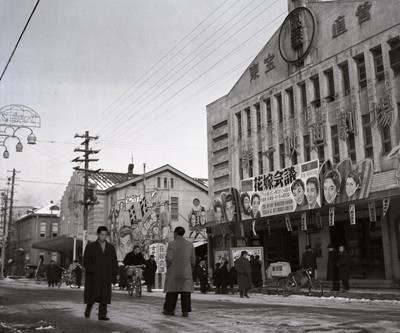
『花嫁会議』（監督青柳信雄、1956年）上映時の盛岡第一映画劇場

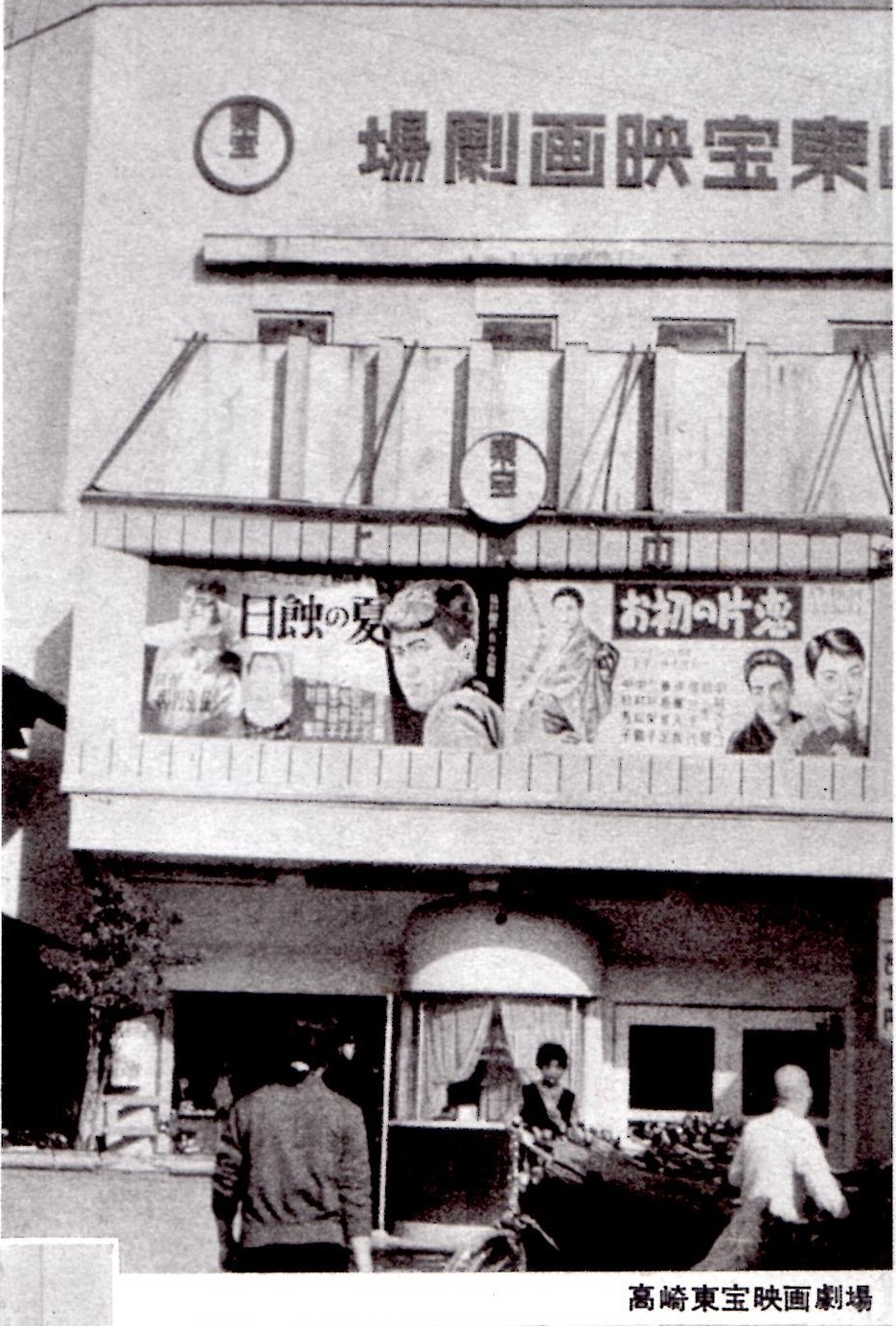
『日蝕の夏』（監督堀川弘通）『お初の片恋』（監督小田基義）上映時の高崎東宝映画劇場（1956年9月）

- 青森テアトル東宝 （青森県青森市古川2丁目 日活レジャーセンター3階） <スクリーン、席、年月日開館、年月日閉館>[2]
- ミラノ （青森県青森市古川1丁目19-7）<1スクリーン、席、年月日開館、1997年1月26日閉館>[2]
- みゆき座 （青森県青森市古川1丁目19-7） <1スクリーン、席、年月日開館、1997年1月26日閉館>[2]
  - ミラノ・みゆき座があった場所は現在駐車場となっている。
- 弘前宝塚劇場 （青森県弘前市和徳松ヶ枝町33-27） <1スクリーン、372席、年月日開館、年月日閉館>[1][2]
- 八戸東宝劇場 （青森県八戸市） <スクリーン、席、年月日開館、2001年5月13日閉館>[2]
- 八戸スカラ座 （青森県八戸市） <スクリーン、席、年月日開館、年月日閉館>[2]
- 盛岡第一劇場 （岩手県盛岡市元園町10） <1スクリーン、618席、1938年9月8日開館、1993年月日閉館>[2]
  - 盛岡第一映画劇場から改称[1]。現況（現在の盛岡市大通1丁目9-12）は第8大通ビルとなっており、同ビルの5階に盛岡中劇（2スクリーン）がある。
- 秋田東宝劇場、秋田スカラ座 （秋田県秋田市亀の町1-10 プレイタウンズビル4階） <2スクリーン、席、年月日開館、1996年閉館>[2]
  - 1963年の記録では1スクリーン、408席[1]。
- 山形宝塚劇場、山形スカラ座（山形県山形市七日町2） <2スクリーン、160席/140席、1959年月日開館、2003年4月13日閉館>[2][16]
  - 末期の10年程度は宮崎合名社が運営していた。2004年に同社は映画興行から撤退し、株式会社ムービーオンが同社の映画興行事業を継承。2008年4月26日にムービーオン経営のシネマコンプレックスであるMOVIE ONやまがたが開館している。
- 福島東宝劇場 （福島県福島市） <スクリーン、席、年月日開館、年月日閉館>[2]
- 福島スカラ座 （福島県福島市） <スクリーン、席、年月日開館、年月日閉館>[2]
- 福島プラザ （福島県福島市） <スクリーン、席、年月日開館、年月日閉館>[2]
- 宇都宮第一東宝、宇都宮ニュー東宝、ニュー東宝2 （栃木県宇都宮市池上町2-2中村第一ビル5階） <3スクリーン、729席、1967年開館、2007年11月30日閉館>[2]
  - 改築前の劇場は1949年開館[17]。
- 高崎東宝劇場 （群馬県高崎市新紺屋町55） <1スクリーン、638席、年月日開館、2001年9月30日閉館>[1][2]
- 高崎スカラ座、東宝プラザ （群馬県高崎市） <2スクリーン、席、年月日開館、年月日閉館>[2]
  - 1920年に高崎劇場として開業。1941年に高崎東宝映画劇場となり、その後東宝劇場・スカラ座・東宝プラザの3館体制となった。現在、跡地は駐車場となっている。
- 千葉竹沢東宝劇場 （千葉県千葉市中央区中央1丁目11-7） <1スクリーン、席、1945年1月開館、1987年1月31日閉館>[2][18]
  - 竹沢映画劇場として開業し、その後東宝の封切館となった[18]。現在の三井ガーデンホテル千葉の位置に当たる。
- 新潟宝塚会館 （新潟県新潟市東堀通九番町1045） <2スクリーン、席、1970年開館、1992年11月29日閉館>[2]
  - 新潟宝塚劇場（1スクリーン、712席、1940年1月1日開館）が前身。東宝直営館であったが1963年8月1日に東宝関東興行に移管。さらに東宝東部興行発足時に移管されている。1970年に改築し新潟東宝劇場。新潟スカラ座の2スクリーンとなったが、1992年に下記の新潟万代東宝に移転した。
- 新潟万代東宝 （新潟県新潟市） <2スクリーン、284席、1992年12月12日開館、2001年4月8日閉館>
  - 上記新潟宝塚会館から移転し開館。現在、同館の跡地は英会話イーオン新潟万代校となっている。
- 新潟万代東宝プラザ （新潟県新潟市） <1スクリーン、404席、1984年12月22日開館、2001年6月24日閉館>
  - 閉館後の2001年6月30日、ティ・ジョイに営業譲渡し「T・ジョイ新潟万代ANNEX」としてリニューアルオープン。しかし2004年4月11日、わずか3年で閉館した。
- 東宝グランド （長野県長野市） <2スクリーン、席、年月日開館、2006年4月14日閉館>[2]
  - 1981年に東宝東部興行が経営を引き継いだ。閉館後の後継は長野グランドシネマズ[19]。

#### 東宝関東興行
東宝東日本興行として合併後に撤退した劇場も、元々東宝関東興行の劇場である場合は便宜的にここに含めている。
- 北上中央劇場 （岩手県北上市諏訪町179） <1スクリーン、312席、年月日開館、年月日閉館>[1]
- 仙台東宝劇場、仙台東宝2 （宮城県仙台市青葉区中央2-1-1東宝ビル） <2スクリーン、588席/70席、1963年3月開館、2006年2月26日閉館>[2]
  - 末期は三和興行に移管。
- 東宝民衆劇場 （福島県平市紺屋町42） <1スクリーン、311席、年月日開館、年月日閉館>[1]
- 桐生電気館 （群馬県桐生市泉町251） <1スクリーン、529席、年月日開館、年月日閉館>[1]
- 伊勢崎東宝劇場 （群馬県伊勢崎市宮元町1） <1スクリーン、288席、年月日開館、年月日閉館>[1]
- 市川東宝映画劇場 （千葉県市川市新田町3-164） <1スクリーン、302席、1954年月日開館、1969年月日閉館>[1]
- 文芸坐、文芸坐地下劇場 （東京都豊島区池袋東3-43） <2スクリーン、573席/340席、年月日開館、年月日閉館>[1]
- 弁天坐 （東京都北区滝野川6-84） <1スクリーン、308席、年月日開館、年月日閉館>[1]
- 駕籠町映画劇場 （東京都文京区西丸町19） <1スクリーン、252席、年月日開館、年月日閉館>[1]
- 吉祥寺東宝劇場 （東京都武蔵野市吉祥寺2103） <1スクリーン、340席、年月日開館、年月日閉館>[1]
  - 現在は東亜興行株式会社が経営（吉祥寺オデヲンも参照）。
- 立川東宝劇場 （東京都立川市錦町2-87） <1スクリーン、272席、年月日開館、年月日閉館>[1]
- 日活スバル座 （神奈川県横浜市南区弘明寺町259） <1スクリーン、300席、年月日開館、年月日閉館>[1]
- 横浜東宝会館 （神奈川県横浜市中区住吉町5-59） <5スクリーン、617席/340席/622席/320席/320席、1956年3月27日開館、2001年11月29日閉館>[1][2]
  - 開館当初は横浜東宝劇場（1132席）、横浜スカラ座（684席）、東宝シネマ（454席）、東宝名画座（454席）の4スクリーン。1980年に横浜東宝劇場を分割し、横浜東宝エルムを増設。東宝名画座も東宝シネマ2と改称し、末期には 横浜東宝（617席）、横浜東宝エルム（340席）、横浜スカラ座（622席）、横浜東宝シネマ1（320席）、横浜東宝シネマ2（320席）の5スクリーンとなった。1999年9月10日に開館したワーナー・マイカル・シネマズみなとみらいなどの影響もあり、2001年11月29日に閉館。閉館後の2003年6月9日、跡地にビジネスホテル「リッチモンドホテル（オープン当時はロイネットホテル）横浜馬車道」がオープンした。
- 横浜宝塚劇場 （神奈川県横浜市住吉町4-42） <1スクリーン、1305席、1935年4月1日開館、1969年9月閉館>[1]
  - 1970年に市に移管されたのち建て替えられ、1983年より関内ホール
- 横須賀東宝劇場 （神奈川県横須賀市若松町1-3） <1スクリーン、501席、1976年5月3日開館、年月日閉館>
- 柏盛座（新潟県柏崎市本町7） <1スクリーン、442席、1917年8月開館、1999年10月31日閉館>[1][20]
- 松本セントラル座 （長野県松本市西堀町314） <1スクリーン、695席、1927年開館、2004年10月24日閉館>
  - 1963年の記録では1スクリーン、695席[1]。芝居小屋の「松筑座」が前身で、映画館への改装時に「松本宝塚劇場」に改名。1947年に「セントラル座」になった。閉館時の名称は「松本東宝セントラル」。2スクリーン262席で経営母体は松本宝塚劇場[21]。
- 松本スカラ座 （長野県松本市片端町181） <1スクリーン、548席、年月日開館、年月日閉館>[1]
- 熱海宝塚劇場 （静岡県熱海市鶴田966、後の熱海市中央町13-4[脚注 2]） <1スクリーン、412席、年月日開館、年月日閉館>[1]
- 浜松宝塚劇場 （静岡県浜松市田町315-36中央ビル2階） <1スクリーン、471席、年月日開館、2008年9月閉館>[2]
- 松菱東宝プラザ （静岡県浜松市肴町317-4[脚注 2]） <スクリーン、席、年月日開館、2009年月日閉館>[2]
- 松菱劇場 （静岡県浜松市肴町317-4） <1スクリーン、160席、年月日開館、年月日閉館>[2]

#### 中部興行（中部東宝）
中部東宝として組織変更後に撤退した劇場も、ここに含めている。
- 福井みゆき座 （福井県福井市） <スクリーン、席、1977年8月6日開館、1992年9月閉館>[2]
- 浜松東宝劇場、浜松名画座 （静岡県浜松市田町245） <2スクリーン、1023席/154席、年月日開館、年月日閉館>[1]
- 名古屋日本劇場 （愛知県名古屋市中区門前町3-25） <1スクリーン、1023席、年月日開館、年月日閉館>[1]
- 納屋橋映画劇場 （愛知県名古屋市中区広小路通1-10） <1スクリーン、286席、1941年3月19日開館、年月日閉館>[1][2]
- 岡崎東宝劇場 （愛知県岡崎市康生通東2-8） <1スクリーン、265席、1955年月日開館、年月日閉館>[1][2]
- 一宮東宝劇場 （愛知県一宮市本町3丁目6-7 新柳通り） <1スクリーン、303席、1946年月日開館、1987年月日閉館>[脚注 3][1][2]
  - 1913年に開場した芝居小屋「満寿美座」が前身[22]。1937年10月に一宮東宝劇場と改称し映画館に転ずるも、1945年の戦争で焼失[22]。1946年に現在地で再開業した[23]。現在は東進衛星予備校愛知一宮本町校となっている[24]。
- 四日市東宝劇場 （三重県四日市市新丁3003） <1スクリーン、396席、1914年4月9日開館、1963年10月日閉館>[1]
  - 1914年設立の芝居小屋「湊座」が前身。1942年に東宝直営となる[25]。
- 四日市スカラ座 （三重県四日市市） <スクリーン、席、年月日開館、1995年2月日閉館>[2]
- 津スカラ座 （三重県津市） <スクリーン、席、年月日開館、2001年月日閉館>[2]

#### 東宝関西興行
- 舞鶴八千代 （京都府舞鶴市） <2スクリーン、席、年月日開館、別法人により営業中>[2]
  - 前身は旭座、八千代館。元々は野村興業と言う個人所有・経営の劇場であったが、1970年頃に東宝関西興行が従業員を引き継ぐ形で劇場を借り受けた。舞鶴市には他に洋画専門館の浮島劇場しかなかった。そのため、東宝傘下でありながら旭座は日活と東映の混映の二番館として運営、八千代館は東宝、松竹、洋画の混映で東宝系作品は封切り上映も二番館上映も行うことがあった。二番館上映を行う場合は、配給会社から一定金額でプリントを借りる「フラット」で借り受けており、東宝傘下の劇場としては異質の存在であった。1980年頃に所有者により建て替えを行われ舞鶴八千代1・2として劇場名を統一。1980年代半ばには東宝関西興行は撤退し、元の個人経営の劇場に戻った[26]。2008年よりシマフィルムが経営を行なっており、現在は3スクリーンの映画館として営業している。
- 布施東宝劇場 （大阪府布施市足代1-68） <1スクリーン、1057席、年月日開館、年月日閉館>[1]
- 朝日劇場 （大阪府布施市足代1-115） <1スクリーン、500席、年月日開館、年月日閉館>[1]
- 新世界敷島 （大阪府大阪市浪速区） <スクリーン、席、年月日開館、年月日閉館>[2]
- 赤穂宝塚劇場 （兵庫県赤穂市加里屋53-2） <1スクリーン、270席、年月日開館、年月日閉館>[1]
  - 第二次世界大戦中に阪急東宝グループの創業者である小林一三が赤穂の旅館に疎開したことが縁で、恩返しとして開館した劇場。そのため、元々東宝グループが所有していた。邦画洋画の混映二番館であった。2階建てではあったが2階は映写室のみで、2階席はなかった。劇場にねむの木と言う名前の喫茶店が併設されており、東宝関西興行自身によって運営されていた[27]。現在、跡地は眼鏡店「18Kなかにし」が立地している。
- 伊丹ローズ、伊丹グリーン （兵庫県伊丹市中央4丁目2-2[28] 旧町名：伊丹市千歳町442 伊丹東阪急ビル3階） <2スクリーン、312席、1970年開館、2002年9月8日閉館>[2]
  - 跡地は三井住友銀行伊丹支店を経て、2019年1月にマンション「ジオ伊丹中央」[28]が竣工。
- 和歌山帝国座 （和歌山県和歌山市新雑賀町24） <1スクリーン、席、1928年開館、2003年閉館>[2]
  - 染色会社であるユーエス上田興業所有の劇場。1928年に同名称で開館したが、戦災で消失。戦後復興した。閉館時の建物は1970年8月に建て替えられたもの。開館後間もなくからオーエスが長年借り受けて東宝邦画系劇場として興行していたが、昭和40年代に入り映画の斜陽化に伴い撤退。東宝関西興行が経営を引き継いだが、従業員はオーエスの社員、支配人のみ東宝関西興行の社員という変則的な体制だった。東宝系の劇場には劇場名に東宝とつくのが慣例だが、所有者の意向により引き継ぎ後も帝国座の名称が残された[29]。2003年、シネマコンプレックスへの流れに逆らえず閉館。2007年よりクラブハウスPREGOとして跡地は利用されていたが、2010年9月20日に「帝国座ホール」と改称し帝国座の名が復活した[30]。
- 松江東宝劇場 （島根県松江市寺町198） <1スクリーン、491席、1960年4月開館、年月日閉館>[1]
  - 地元の犬山興業が経営していたした劇場を借り受け、東宝関西興行の第1号劇場として開館した。平屋建ての劇場で三和土の床だった。入口の左手にチケット売場があり、右手にもぎり、もぎりの隣に売店、中に入るとロビーという構造。ロビーにはビニール張りの長椅子と灰皿があるだけだった。映写機の他に幻灯機が1台あり、上映の合間に広告を流していた[31]。1970年代以前に閉館。
- 岡山大福座 （岡山県岡山市新西大寺町44） <1スクリーン、531席、年月日開館、年月日閉館>[1]
- 津山東宝劇場、津山明宝会館 （岡山県津山市南町1丁目28） <2スクリーン、406席/300席、1957年月日開館、2008年7月13日閉館>[1][2]
  - 地元興行会社の片岡興業が建設したビルであり、当初は片岡興業自体が経営していたが開館後しばらくしてから東宝関西興行が借用し営業を開始した。ビルの1、2階が津山東宝劇場、3階が津山明宝会館、他に喫茶店等が入居していたが映画館以外は片岡興業が経営していた。津山東宝劇場が邦画系、津山明宝会館が洋画系の作品を上映していた[32]。津山東宝会館は1990年代までに閉館し、津山明宝会館は2008年7月13日に閉館した。2015年8月28日、明宝会館跡地にファミリーマート津山駅前店がオープンしている。
- 広島東宝劇場 （広島県広島市八丁堀60-1） <1スクリーン、624席、年月日開館、年月日閉館>[1][2]
- 福山東宝劇場 （広島県福山市紅葉町1-1） <1スクリーン、席、年月日開館、年月日閉館>[1]
  - 戦後すぐの頃、福山駅前大通りと国道2号線の交差点角地という1等値に、KO劇場の名称で、洋画館として開館。その後、福山東宝となり東宝映画の封切館となった。1961年、映写室からの火事で全焼したが、再建後も東宝映画の封切館として興業が続けられた。現在は中国銀行福山支店になっている。
- 銀座東宝劇場 （広島県福山市昭和町8-11　旧町名：広島県福山市南町乙953） <1スクリーン、304席、年月日開館、年月日閉館>[2]
  - 福山市の銀座通り東端にあり、元は大勝館の名称で新東宝映画の封切館であった。同社倒産後は東宝関西興行の経営に移り、通りの名称から銀座東宝に改名した。1961年、火事で全焼した福山東宝が再建されるまでは東宝封切館となっていたが、その後は洋画の旧作3本立て興業を行っていた。
- 福山グリーン劇場/福山ローズ劇場 （広島県福山市昭和町8-11） <2スクリーン、席、年月日開館、2000年閉館>[2]
  - 銀座東宝劇場を2館に建て替えて興業を続けていたが、最後期は成人館となっていた（その時期に、東宝関西興行が経営していたかどうかは不詳）。2000年に地元の藤本興業（現：フューレック）が「シネマモード」としてリニューアルオープンさせた。その後の変遷については、シネマモードの項目参照。
- 宇部東宝劇場 （山口県宇部市北町1-2-11） <1スクリーン、542席、年月日開館、年月日閉館>[1]
  - 4階建てのビルの2、3階に入居していた。なお、1階はパチンコ屋、4階はキャバレー。谷川興業から賃借し、東宝関西興行が劇場を運営していたが、1969年まで売店の経営は谷川興業のままだった[33]。後年には東宝関西興行は経営から撤退し個人経営になったが1990年代に閉館した。

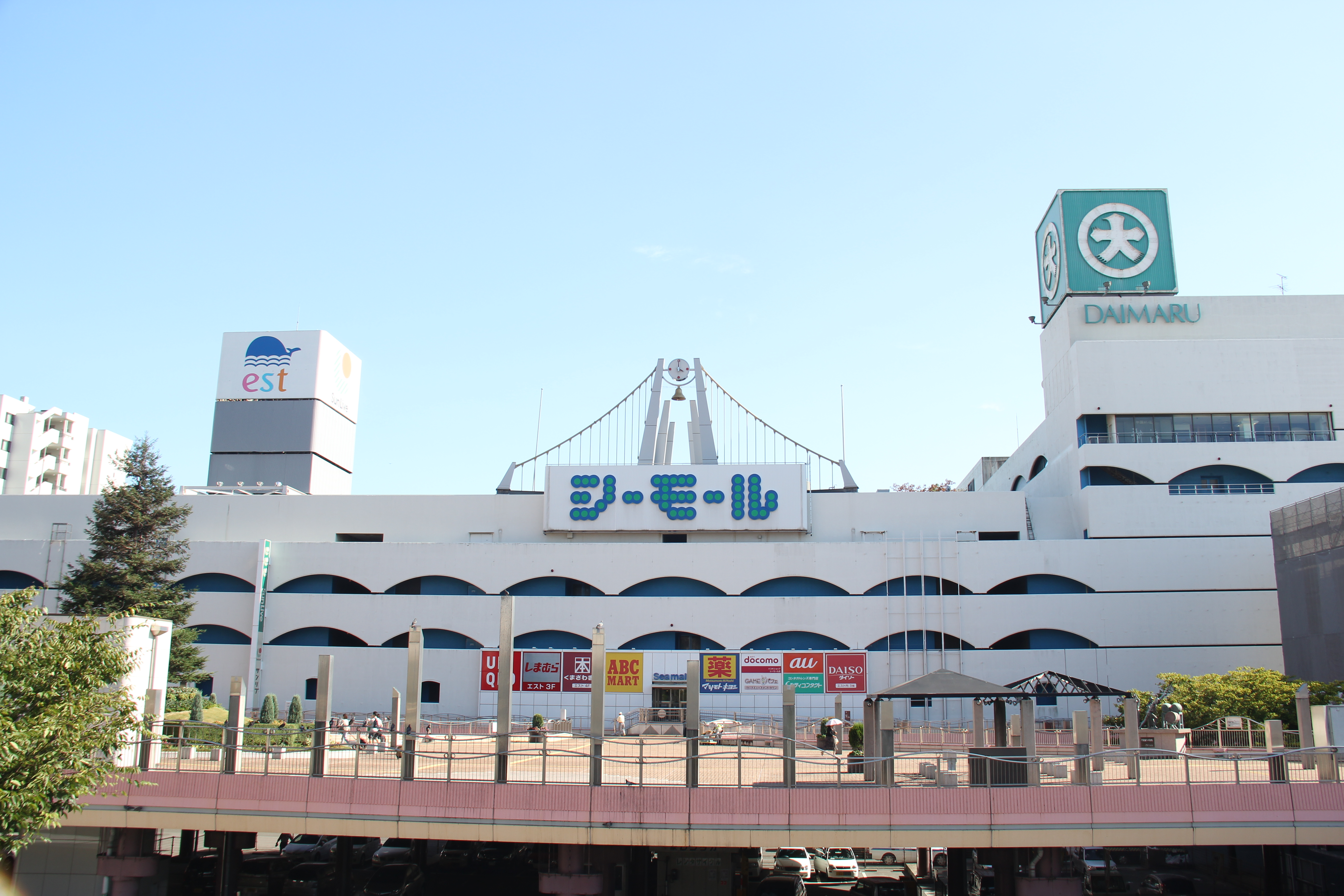
下関東宝・スカラ座があったシーモール下関

- 下関東宝劇場/下関スカラ座（山口県下関市竹崎町4-4-8） <2スクリーン、164席/164席、1977年10月日開館、2007年10月28日閉館>[2]
  - シーモール下関2階に入居していたが、2館が2007年10月経営難により閉館したことを受け、俳優・映画監督の奥田瑛二が下関を舞台にした自作『風の外側』を上演するため、奥田の所属事務所「ゼロ・ピクチュアズ」が2館の運営を引き継ぐ形で同年11月10日より「下関スカラ座シアター・ゼロ」として再開。当初、2008年1月中旬までの期間限定であったが、奥田側は街の名画座として状況が許す限り運営を続けていきたいという意向を示し、2008年1月中旬以降も営業を続けていた。その後、施設が古く、映画のデジタル化に対応できなくなったとして、シネコン「シネマサンシャイン下関」（2014年7月5日開館）オープン前の2014年3月31日をもって閉館している。
- 高松東宝会館 （香川県高松市田町1-1） <3スクリーン、席、1978年12月9日開館、2004年4月11日閉館>
  - 前身は高松東宝劇場、高松スカラ座（2スクリーン、730席/379席、1957年7月6日開館）[1][2]。東宝所有の劇場であり、高松市内の中心地に存在した。地上3階、地下2階建てで、高松東宝劇場が邦画系、高松スカラ座が洋画系だった[34]。1978年に改築。1994年に分割し高松東宝1・2・3となった。2006年3月16日、跡地にビジネスホテル「スーパーホテル高松・田町」がオープンした。
- 高知東宝 （高知県高知市帯屋町1-9-4） <3スクリーン、席、1954年12月1日開館、2006年1月29日閉館>[1][2]
  - 高知東宝劇場（1スクリーン、666席）として開館。1987年に分割し高知東宝1・2・3に改称した。2007年10月14日、跡地にビジネスホテル「リッチモンドホテル高知」がオープンした。
- リベラル劇場 （高知県高知市堺町39） <1スクリーン、396席、1954年12月1日開館、年月日閉館>[1]
- 高知宝塚 （高知県高知市） <スクリーン、席、1969年11月1日開館、年月日閉館>[2]

#### 東宝九州興行（九州東宝）
九州東宝として組織変更後に撤退した劇場も、ここに含めている。
- 福岡宝塚会館（福岡県福岡市博多区中洲五丁目5番1号[35]） <5スクリーン、1,956席、1957年4月20日開館、1997年3月14日閉館>[1][2]
  - 福岡宝塚劇場、福岡スカラ座、東宝シネマ、名画座（4スクリーン、1302席/807席/675席/252席）として開館、後に東宝シネマ、名画座は宝塚シネマ1・2・3に分割改称され5スクリーンになる。AMCキャナルシティ13に対抗する形で天神に移転し天神東宝を開館させた。現在、跡地は三井ガーデンホテル福岡中洲（2020年7月1日開業）[35]となっている。
- 福岡東宝劇場 （福岡県福岡市博多区中洲四丁目6番） <1スクリーン、625席、1959年10月28日開館、1989年8月31日閉館>[1][2]
  - 現在は博多エクセルホテル東急（1992年4月24日開業）となっている。
- 小倉東宝劇場 （福岡県北九州市小倉北区船頭町3-27 旧町名：福岡県小倉市船頭町37-2） <1スクリーン、704席、1956年12月21日開館、1997年8月31日閉館>[1][2]
- 小倉東宝プラザ劇場 （福岡県北九州市小倉北区船頭町3-28 旧町名：福岡県小倉市船頭町37-1） <1スクリーン、656席、年月日開館、1997年8月31日閉館>[2]
  - 前身は小倉大映劇場（1954年7月日開館）。大映封切館を経て東宝系洋画封切館となる。
- 小倉中央会館 （福岡県北九州市小倉北区魚町1-5-14） <1スクリーン、546席、1957年3月20日開館、2002年9月16日閉館>[2]
- 黒崎東宝劇場 （福岡県北九州市八幡西区黒崎2-1-10　旧町名：福岡県八幡市黒崎駅前25-3） <2スクリーン、222席/300席、1960年10月15日開館、2003年5月31日閉館>[1][2]
  - 前身は黒崎クラブ（1937年5月日開館）。1960年1月7日の焼失を経て、1960年10月15日に東宝系封切館として再開館した。
  - 1986年、1スクリーン（642席）から2スクリーンに分割し、黒崎東宝1・2に改称した。その後はデイサービスセンター「黒崎東宝げんき倶楽部」[36]を経て、現在はパチンコホール「ZEUS」黒崎店となっている。
- 黒崎スカラ座 （福岡県北九州市八幡西区熊手2-1-24） <1スクリーン、席、年月日開館、1990年月日閉館>[2]
- 黒崎中央大劇 （福岡県北九州市八幡西区黒崎1-11-22） <1スクリーン、399席、年月日開館、2003年6月6日閉館>[2]
- 久留米東宝ロマン劇場 （福岡県久留米市東町33-2） <1スクリーン、530席、1955年7月1日開館、2000年9月24日閉館>[2]
  - 元々はアジア興行の運営による「久留米ロマン映画劇場」[37]として開館したが、1970年代末頃に東宝ロマンに改称。末期はロマンの冠が外され「久留米東宝」[38]となっていた。
- 長崎東宝劇場 （長崎県長崎市浜町1-12） <1スクリーン、612席、1960年12月24日開館、1990年1月28日閉館>[1][2]
  - 前身は喜楽館（1911年12月27日開業）。洋画封切館→松竹封切館を経て東宝系となる。
- 長崎宝塚劇場 （長崎県長崎市本石灰町6-38） <1スクリーン、890席、1971年12月30日開館、2005年2月18日閉館>[1][2]
  - 元々は演劇の劇場として1942年10月17日に開館したが、改築され1971年12月30日に映画館として再開館した。
- 長崎ステラ座（長崎県長崎市銅座町5-4） <1スクリーン、374席、1977年6月10日開館、2008年8月31日閉館>[2]
  - 前身は長崎東宝富士館（1スクリーン、747席、1958年6月15日改装）[1]。
- 佐世保東宝中央劇場 （長崎県佐世保市島地町2-2） <1スクリーン、席、1933年3月日開館、1971年月日閉館>[2]
- 佐世保東宝プラザ （長崎県佐世保市島地町2-4） <1スクリーン、400席、1971年12月18日開館、1992年5月日閉館>[2]
- 佐世保東宝ピカデリ（長崎県佐世保市島瀬町4-13） <1スクリーン、310席、1957年月日開館、2005年1月31日閉館>[2][39]
- 佐世保エクラン東宝（長崎県佐世保市栄町7-5） <2スクリーン、128席/78席、1990年月日開館、2011年9月30日閉館>[2]
- 熊本東宝プラザ3・4 （熊本県熊本市新市街6-16） <2スクリーン、席、1960年11月29日開館、1975年10月17日改装、2006年3月8日閉館>
  - 熊本東宝劇場（1スクリーン、836席）として開館[1][2]。後に改装し2スクリーンとし熊本東宝1・2となったが、さらに改称され東宝プラザ3・4となった。閉館3日後の2006年3月11日、熊本市田井島1丁目の「ゆめタウンはません」内に「TOHOシネマズはません」として発展的に生まれ変わった。2008年4月1日、跡地にビジネスホテル「リッチモンドホテル熊本新市街」がオープンした。
- 熊本東宝プラザ1・2 （熊本県熊本市新市街3-31） <2スクリーン、487席/272席、1971年2月18日開館、2003年9月15日閉館>[40]
  - 前身は熊本大映会館（1961年4月26日開館）。買収され東宝系となり1971年2月18日より熊本東宝プラザ劇場、熊本オリオン座として再開館した[2]。後に東宝プラザ1・2に改称。2004年6月3日、菊陽町の「ゆめタウン光の森」内に「TOHOシネマズ光の森」として発展的に生まれ変わった。2005年7月、跡地にビジネスホテル「東横イン熊本新市街」がオープンした。
- 熊本宝塚劇場 （熊本県熊本市） <1スクリーン、席、1966年12月15日開館、1989年月日閉館>[2]
- 別府東宝劇場、別府東宝プラザ劇場 （大分県別府市） <2スクリーン、席、1972年8月15日開館、1991年月日閉館>[2]
- 橘会館、橘ニュース （宮崎県宮崎市高千穂通3-26） <2スクリーン、1130席/180席、年月日開館、年月日閉館>[1]
- テアトル橘 （宮崎県宮崎市橘通り5-47） <1スクリーン、249席、年月日開館、年月日閉館>[1]
- 宮崎東宝劇場 （宮崎県宮崎市） <スクリーン、席、年月日開館、年月日閉館>[2]
- 宮崎スカラ座 （宮崎県宮崎市） <スクリーン、席、年月日開館、年月日閉館>[2]
- 宮崎東宝プラザ劇場 （宮崎県宮崎市） <スクリーン、席、年月日開館、年月日閉館>[2]
- 鹿児島東宝 （鹿児島県鹿児島市千日町14-28） <3スクリーン、650席、1974年8月3日開館、2006年10月11日閉館>[1][2]
  - 2006年10月14日、鹿児島市与次郎1丁目の「フレスポジャングルパーク」内に「TOHOシネマズ与次郎」として移転。2009年7月1日、跡地にビジネスホテル「リッチモンドホテル鹿児島天文館」がオープンした。前身: 活動写真館・帝国館（1917年）→鹿児島東宝銀映座（1スクリーン、813席、1946年10月15日 - 1973年5月6日）→改築休館（1973年5月7日 - 1974年8月2日）→鹿児島東宝銀映座・鹿児島スカラ座（1974年8月3日 - 1995年6月30日）→鹿児島東宝（1995年7月1日 - 2006年10月12日）